# إدموند فيرنون بروكمان
إدموند فيرنون بروكمان هو فلاح وسياسي أسترالي، ولد في 28 أبريل 1882 في Pemberton, Western Australia ‏ في أستراليا، وتوفي في 4 يناير 1938 في بوسلتون في أستراليا. نشط حزبياً في Nationalist Party (Australia) ‏. وقد انتخب عضو الجمعية التشريعية لأستراليا الغربية ‏.